# Якоб ван Вассенар Обдам
Якоб ван Вассенар, барон Обдам (нід. Jacob van Wassenaer Obdam; 1610, Гаага — 13 червня 1665, Лоустофт) — голландський лейтенант-адмірал, верховний головнокомандувач об'єднаного флоту Нідерландів, який жив у XVII столітті.

## Юні роки
Якоб народився в 1610 році та був старшим сином у родині лейтенант-адмірала Якоба ван Вассенара Дювенворда. У 1631 році він поступив на службу в армії. У 1643 році він став дростом (керуючим) Гесдену, важливого укріпленого міста, а незабаром після цього і командувачем його гарнізоном.

## Перша англо-голландська війна
Як представник голландського дворянства, ван Вассенар був делегований до Генеральних штатів, щоб представляти його інтереси як один з десяти ріддерів (представників лицарського стану в штатах). У 1650 році, коли штатгальтер Вільгельм II Оранський помер, ван Вассенар виступив проти проголошення номінальним штатгальтером новонародженого сина Вільгельма II. Він підкупив представників дворянства інших штатів, пообіцявши їм посади в армії. Його протистояння з рідом Оранських базувалося на соціально-економічних і релігійних причинах: штатгальтер спирався на клас ремісників, який в основному складався з кальвіністів-пуритан. Більшість з родини ван Вассенарів залишалося католиками і боялося релігійних утисків. Коли в 1652 році почалася Перша англо-голландська війна, він, будучи полковником кавалерії, знову був делегований у Генеральні штати. Там він підтримував фракцію Яна де Вітта і Корнеліса де Граффа, які пропонували будувати сильний професійний об'єднаний флот в пріоритеті над армією. Оскільки його батько був адміралом, він був делегатом від штатів в Національний флот, таким чином ставши відповідальним за всі торгові угоди між Генеральними штатами і флотом, посаді, яка давала багато влади.
Ближче до кінця війни, в битві при Схевенінгені, головнокомандувач об'єднаного флоту Нідерландів лейтенант-адмірал Мартін Тромп був убитий. Другим за старшинством після нього був віце-адмірал Вітте де Вітт, сміливий і досвідчений моряк, і людина, яка виглядала політично благонадійною, оскільки не підтримувала фракцію оранжистів. Однак де Вітт, також, був дуже сварливою людиною, змусивши ненавидіти себе всіх чинів на флоті. Його призначення могло б призвести до негайного бунту. Третім за старшинством був віце-адмірал Йоган Евертсен, також хоробрий моряк. Крім того, він користувався великою симпатією у людей. Однак Евертсен був командувачем зеландським флотом. Голландські капітани були б ображені, якби їх підпорядкували тому, кого вони завжди вважали суперником. Окрім того, він був особистим другом останнього штатгальтера і був відомий як палкий прихильник плану зробити штатгальтером його неповнолітнього сина. Ян де Вітт намагався знайти більш нейтрального кандидата і запропонував командування коммодору Михайлу де Рюйтеру. Однак, де Рюйтер відмовився. Ян де Вітт бачив лише один вихід з цієї ситуації: він наказав ван Вассенару взяти командування на себе. Полковник спершу відмовився, сильно протестуючи, так як він не мав ні досвіду в командуванні флотом, ні, навіть, кораблем. Однак політичний тиск став занадто сильним і, зрештою, він погодився.

## Нова тактика
У 1654 році флот Нідерландів отримав нового командувача в особі Якоба ван Вассенара Обдама, лейтенанта-адмірала Голландії і Західної Фрісландії — і при цьому повного дилетанта. Ця людина, яка не мала досвіду, повинна була розв'язати фундаментальну проблему, з якою зіткнувся флот Нідерландів в тому столітті: як перемагати супротивника, що має більш потужні кораблі? Оскільки територіальні води Голландії були мілководними, питання про побудову важких кораблів навіть не стояло. Де Вітт незадовго до цього переконав Генеральні штати витратити чотири мільйони гульденів на програму побудови шістдесяти нових бойових кораблів, і хоча вони несли до 44 гармат і були в середньому набагато важче голландських судів останньої війни, вони залишалися лише трохи більше фрегата за англійськими стандартами. Нідерландці мали типову тактику проти іспанських галеонів, яка полягала в прямій атаці за вітром, використовуючи перевагу в маневреності та кількості, а якщо це не проходило, застосовувалися брандери та абордаж. Однак проти англійців це, як правило, не приносило успіху; вони були не менш вправні в цій агресивній тактиці, і в них було дуже багато кораблів. Мартен Тромп потім спробував несувору лінійну тактику, але цей прийом незабаром обернувся проти нього. Англійський адмірал Роберт Блейк застосував сувору лінійну тактику, що для англійців було краще, оскільки в них були більш потужні кораблі та більш професійні військові, а голландці були змушені використовувати безліч збройних торгових кораблів.
Вивчаючи «Sailing Fighting and Instructions» Блейка, ван Вассенар побачив нове розв'язання старої проблеми. Тоді, коли створювався професійний голландський військовий флот, він повинен був стати рівним можливостям британському. Залишалося тільки усунути нерівність в вогневій мощі. Ван Вассенар зрозумів, що це може бути досягнуто відмовою від традиційної агресивної позиції та переходом до оборони. Ходіння лінійним ладом в захисній підвітряній позиції, коли вітер дме з боку противника, дає гарматам голландських кораблів більший підйом, а отже і більшу дальність. Той самий вітер буде зменшувати дальність ворожих кораблів, або навіть змусить їх закрити портики на нижній гарматної палуби, яка несла найважчі гармати. Це стало улюбленим методом ван Вассенара: вражати ворожі кораблі з безпечної відстані, а потім відходити. На думку ван Вассенара, війна на морі мала бути гігантською битвою на виснаження, в якій голландцям гарантована перемога.

## Північні війни
У 1655 році Карл X, король Швеції, почав серію агресивних кампаній, маючи намір зробити Швецію домінуючою силою на Балтиці. Голландці побачили в цьому загрозу своїм інтересам. Хоча на той момент вони займалися справами в Ост-Індії, фактично торгівля на Балтиці була більш вигідна в абсолютному вимірі. Також республіка критично залежала від скандинавського лісу, щоб будувати кораблі, і від польського зерна, щоб годувати велике міське населення.
Коли Карл завоював Польщу, регент республіки Корнеліс де Графф вирішив підтримати повстання поляків і послав ван Вассенара з флотом звільнити Данциг в 1656 році. У 1657 році ван Вассенар блокував Лісабон і захопив п'ятнадцять кораблів португальської цукрового флоту, але в 1658 році змушений був повернутися на Балтику, оскільки ситуація там ставала все більш критичною. Після невдачі в його польській кампанії, Карл перемкнуву свою увагу на Данію і вдерся в Ютландію з боку Німеччини. Потім він уклав мир з Фредеріком III Данським, але віроломно порушив його кількома тижнями пізніше, маючи намір взяти Копенгаген штурмом. Це йому не вдалося, і він узяв в облогу данську столицю, останню частину королівства, що залишилася під контролем Фредеріка.
Після довгих роздумів Генеральні штати вирішили послати весь наявний у розпорядженні голландський флот і наймане військо, щоб допомогти данцям. 8 листопада 1658 року голландці завдали поразки важким шведським судам у битві в Ересунні. Всупереч цьому успіху, ван Вассенар зазнав сильної критики. У той час як Вітте де Вітт був убитий під час атаки на голландський авангард, ван Вассенар, командував центром на флагмані «Еендрагті» і залишався абсолютно пасивним, лише відбиваючи атаки шведів, дотримуючись своєї доктрини. Під час битви, у нього був приступ подагри й він майже повністю передав командування своєму прапор-капітану Егберту Бартоломеусу Кортенару, який став справжнім героєм цієї битви. Політичні противники ван Вассенара відразу ж висловили припущення, що адмірал страждав не від подагри, а від відсутності витримки та що він просто запанікував. Коли голландці послали нову ескадру та армію звільняти Данські острови в 1659 році, командувачем був віце-адмірал де Рюйтер.

## Друга англо-голландська війна
Після реставрації Стюартів Карл II Англійський став королем і спробував захистити свої династичні інтереси. Він чинив тиск на Генеральні штати, щоб зробити штатгальтером свого племінника Вільгельма Оранського. Вважаючи, що голландці були ослаблені політичними сварками, англійський парламент ставав все більш зацікавленим почати війну, щоб заволодіти колоніальною імперією Нідерландів. Спочатку голландці намагалися запобігти загрозі, підкупивши Карла, але незабаром зрозуміли, що він був занадто слабким королем, щоб чинити опір тиску англійської еліти. У 1664 році стало очевидно, що війна неминуча, і голландці почали нарощувати флот. Виведені з ладу застарілі кораблі з попередньої війни було знову зараховані, й в тому ж році почалася нова спеціальна програма будівництва, незабаром перетворена в офіційний план з витратами у вісім мільйонів гульденів для будівництва шістдесяти важких кораблів (так, щоб повністю замінити ядро флоту) в 1665—1667 роках. Військові кораблі компанії були переведені з Індії. Великі торговельні судна були найняті або куплені для перебудови під військові.
У березні 1665 року Англія оголосила Другу англо-голландську війну. Коли Ян де Вітт наказав ван Вассенару запобігти другій англійській блокаді голландського узбережжя, той командував найбільшим флотом за всю історію Нідерландів. Він був дуже незадоволений цим. По факту він взагалі відмовився виходити в море. При зустрічі з де Віттом він вказав, що в флоті відсутня єдність. Оскільки Середземноморський флот був посланий до Західної Африки під командуванням Рюйтера, тільки половина домашнього флоту складалася з професійних кораблів, решта були різнорідними судами, або занадто старими, або занадто новими, і всі екіпажі погано навчені, укомплектовані моряками зі всієї Скандинавії, Східної Європи та Азії. Ван Вассенар не уявляв, як він буде слідувати сучасній тактиці з цією збірною солянкою. Але після запеклої суперечки з де Віттом він погодився підкорятися йому і прийняти командування.
Ван Вассенар вийшов у море і незабаром перехопив англійська конвой з Гамбургу, захопивши дев'ять торгових суден. Де Вітт надіслав листа на флот, але не привітав ван Вассенара з успіхом, а запитав, з якої причини він затримався біля голландського узбережжя і досі не атакує англійський флот. Ображений, адмірал попрямував до англійського узбережжя. 12 червня він зустрів ворожий флот. Попри свою позицію з навітряного боку, він не атакував, хоча мав чіткі вказівки робити саме так. На наступний день вітер змінився і тепер він вступав у бій з супротивником, перебуваючи в оборонній підвітряній позиції, намагаючись застосувати лінійну тактику. Але, як він і передбачав, флот не був готовий до складних маневрів: лад розірвався і флот потрапив у пастку англійського ар'єргарду. Лоустофтська битва став самою важкою поразкою за всю історію флоту Нідерландів. Флагманський корабель голландців «Еендрагт» вплутався в дуель з його візаві «Ройял Чарльз» і був підірваний; вижило лише п'ять моряків і серед них не було ван Вассенара. Один зі звітів стверджував, що перед вибухом його змело з палуби гарматним ядром англійців.
Важка поразка викликала національне обурення. Намагаючись пояснити поведінку командувача, капітан Т'єрк Хіддес де Фріз, незабаром ставший лейтенант-адміралом Фрісландії, писав про причини поразки: «У першу чергу, Господь всемогутній позбавив нашого головнокомандуючого розуму — або ніколи не давав йому спочатку».

## Після смерті

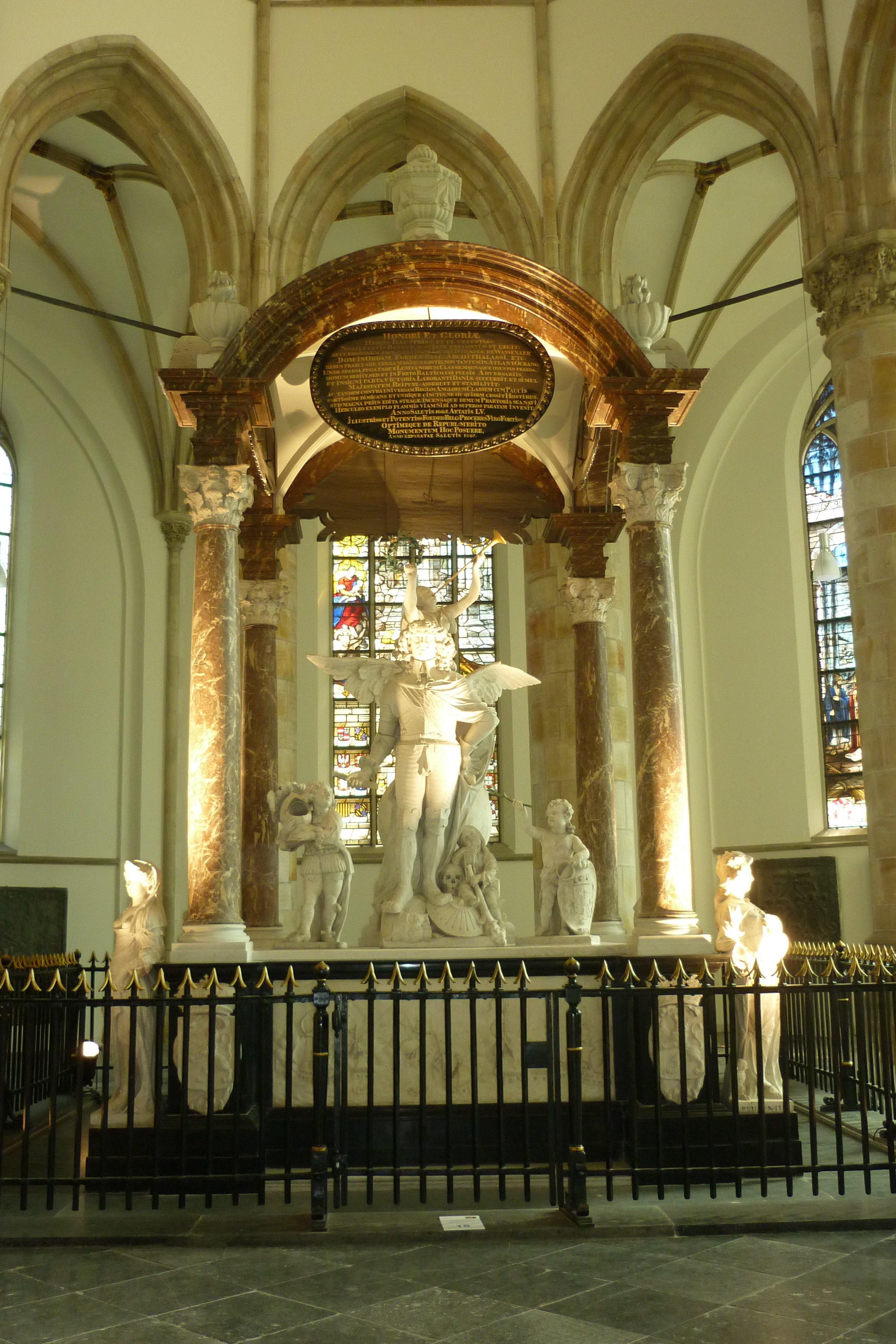
Кенотаф Якобу ван Вассенару Обдаму

Як всякому голландському адміралу, який загинув в бою, Якобу ван Вассенару Обдаму був встановлений мармуровий надгробний пам'ятник, в цьому випадку, зрозуміло, кенотаф. Він знаходиться в Гаазі, в Старій церкві. Його син, також названий Якобом ван Вассенаром Обдамом, був командиром у Війні за іспанську спадщину.
У нідерландському фільмі «Михайло де Рюйтер» Якоба ван Вассенара зіграв актор Ідс ван дер Крікен.